# Lied des Orients
Lied des Orients ist ein US-amerikanisches Filmmusical aus dem Jahr 1947 von Walter Reisch mit Yvonne De Carlo, Brian Donlevy und Jean-Pierre Aumont in den Hauptrollen. Der Film wurde von Universal-International produziert und basiert lose auf dem Leben des russischen Komponisten Nikolai Rimski-Korsakow (1844–1908).

## Handlung
1865 legt ein russisches Handelsschiff in einem marokkanischen Hafen an. Kapitän Gregorowitsch bestraft seine Mannschaft wegen ihres ungebührlichen Verhaltens in anderen Häfen. Einer der Offiziere, Nikolai Rimski-Korsakow, ist ein ambitionierter Komponist. Als er beim Landgang im Vorgarten einer Villa ein altes Piano stehen sieht, spielt er darauf spontan seine fast komplettierte Oper. Der Schiffsarzt Dr. Klin stellt ihn zur Rede, wird aber von der Villenbesitzerin, Madame de Talavera, unterbrochen. Um seine Oper abzuschließen, kehrt Nikolai auf das Schiff zurück, wo ihm der Kapitän unmännliches Verhalten vorwirft.
Nikolai geht wieder an Land und besucht mit seinen Kameraden das Café Europa. Er will seine Kameraden beeindrucken, indem er die verschleierte Tänzerin des Cafés umwirbt. Auch Prinz Mischetsky, ein weiterer Schiffsoffizier, bemüht sich um die Aufmerksamkeit der Tänzerin, die jedoch mehr an Nikolai interessiert ist. Sie stellt sich ihm nach Mischetskys Rückkehr aufs Schiff als Scheherazade vor und betört ihn mit ihren Geschichten. Auch Nikolai muss auf das Schiff zurück. Die Tänzerin entschleiert sich und entpuppt sich als Cara de Taravela, die Tochter der Villenbesitzerin.
Am nächsten Tag wird die verbliebene Mannschaft von Madame de Taravela zu einer Party eingeladen. Madame verwechselt Kapitän Gregorowitsch mit einem einfachen Seemann, weil er keine Uniform trägt, und beleidigt ihn. Später identifiziert Nikolai Cara als die verschleierte Tänzerin. Sie gesteht ihm, dass ihre Familie verarmt sei und sie durch das Tanzen ihrer Mutter finanziell helfe. Auf der Party spielt Dr. Klin Nikolais Oper, zu der Cara in einem spanischen Kleid tanzt. Madame de Talavera überredet Prinz Mischetsky zu einer Partie Karten.
Am nächsten Tag sucht Cara das Schiff auf um den Prinzen zu bitten, die Spielschulden ihrer Mutter in Höhe von 5.000 Franc zu erlassen. Gregorowitsch warnt sie, dass der Prinz auf seinen Gewinn bestehen werde. Cara legt den Schleier an, geht ins Café und bietet an, für 5.000 Franc jede Nacht zu tanzen. Der Prinz besucht das Café und erkennt Cara, die ihm einen Scheck überreicht. Mischetsky zerreißt den Scheck. Nikolai, ebenfalls im Café zu Gast, schlägt vor, dass der Prinz Cara die Passage nach Russland zahlt, damit sie mit dem St. Petersburger Ballett auftreten kann. Mischetsky fühlt sich durch Nikolais Intervention beleidigt und fordert ihn zu einem Duell mit Peitschen. Nikolai gewinnt das Duell und wird von Dr. Klin beglückwünscht, der Nikolais Sieg auf die Macht der Liebe zurückführt. Nikolai jedoch erklärt, nicht verliebt zu sein. Erst als Cara ihm ihre Liebe gesteht, wird ihm klar, dass sie für ihn eine Quelle der Inspiration ist.
Am nächsten Tag soll das Schiff seine Rückreise antreten. Nikolai entschließt sich, in Marokko zu bleiben, doch Cara will, dass er auf das Schiff zurückkehrt. Dr. Klin erscheint mit der Nachricht, dass der Matrose Lorin desertiert und mit einer Dienerin der Talaveras durchgebrannt ist. Cara wird als Lorin verkleidet und an Bord geschmuggelt. Kurz vor dem Ablegen kommt Madame de Talavera auf das Schiff und erzählt Gregorowitsch, den sie immer noch für einen einfachen Matrosen hält, von Caras Plan, sich an Bord zu schleichen. Der Kapitän ruft seine Mannschaft zusammen und verlangt zu wissen, wer die Frau an Bord geschmuggelt hat. Nikolai meldet sich. Gregorowitsch will zur Strafe seine Partituren über Bord werfen, bis die Frau sich zu erkennen gibt. Cara tritt aus ihrem Versteck hervor und geht von Bord. Gregorowitsch droht Nikolai mit dem Marinegericht, sollte er nicht seine Musik vergessen.
Einige Zeit später feiert Nikolais Oper Scheherazade ihre Premiere im Opernhaus von St. Petersburg. Als sich die Schiffsmannschaft in der Lobby versammelt, tritt Gregorowitsch auf Nikolai zu und entbindet ihn von seinem Versprechen. Nikolai erklärt, dass er seinen Dienst bei der Marine quittiert habe. Der Kapitän nimmt neben Madame de Talavera Platz. Nikolai schreitet zum Dirigentenpult und Cara betritt die Bühne und tanzt ihre Rolle der Scheherazade.

## Entstehung und Veröffentlichung
| Figur                   | Darsteller         | Deutscher Sprecher  |
| ----------------------- | ------------------ | ------------------- |
| Cara de Talavera        | Yvonne De Carlo    | Ursula Traun        |
| Wladimir Gregorowitsch  | Brian Donlevy      | Wolfgang Eichberger |
| Nikolai Rimski-Korsakow | Jean-Pierre Aumont | Horst Caspar        |
| Madame de Talavera      | Eve Arden          | Eva Eras            |
| Prinz Mischetsky        | Phillip Reed       | Wolfgang Preiss     |
| Leutnant                | Richard Lane       | Werner Lieven       |
| Pierre                  | George Dolenz      | Harald Wolff        |

Gedreht wurde der Film von Anfang Januar bis Anfang April 1946 in den Universal-Studios in Universal City. Jack Otterson und Eugène Lourié waren die Art Directors, Russell A. Gausman und Edward R. Robinson die Szenenbildner. Bernard B. Brown war für den Ton verantwortlich. In kleinen nicht im Abspann erwähnten Nebenrollen traten Richard Alexander, William Ching, Chester Conklin, Lance Fuller, Joan Shawlee und Audrey Young auf.
Im Film kamen folgende Stücke von Nikolai Rimski-Korsakow zur Aufführung:
Gypsy Song, Hummelflug, Capriccio espagnol, Dance of the Tumblers, Arabesque und Scheherazade.
Für folgende Stücke des Komponisten schrieb Jack Brooks die Texte:
Song of India, Hymn to the Sun und Fandago.
Die Tänze wurden von Tilly Losch choreografiert.
Die Premiere des Films fand am 26. Februar 1947 in New York statt. In der Bundesrepublik Deutschland kam er am 15. September 1950 in die Kinos, in Österreich bereits am 28. April 1950.

## Kritiken
„Kitschiger Ausstattungsfilm des gebürtigen Wieners Walter Reisch.“

Das Magazin Time Out beschrieb das Werk als typischen Hollywood-Schund, möglicherweise ironisch, aber mit mehr Elan als Geist gemacht.
Der Kritiker des TV Guide notierte, dass zerstreute Regie diesem gedankenlosen aber oberflächlich unterhaltenden Musical nicht helfe.